# Dirty Mind
Dirty Mind är ett musikalbum av Prince lanserat 1980 på Warner Bros. Records. Skivan var hans tredje studioalbum. Han spelade in albumet i sin studio i Minneapolis och arrangerade och producerade det själv. Skivan utmärks av att många av dess låtar har mycket ekivokt rättframma texter. Samtidigt är musiken mycket varierad och rör sig mellan elektronisk funk, soulballader och new wave-pop.
Musikkritiker som Robert Christgau och Stephen Thomas Erlewine har framhävt albumet som ett av hans bästa. Magasinet Rolling Stone listade det på plats 206 i listan The 500 Greatest Albums of All Time.

## Låtlista
1. "Dirty Mind" (Prince, Dr. Fink) - 4:14
2. "When You Were Mine" - 3:47
3. "Do It All Night" - 3:42
4. "Gotta Broken Heart Again" - 2:16
5. "Uptown" - 5:32
6. "Head" - 4:44
7. "Sister" - 1:31
8. "Partyup" (Prince, Morris Day) - 4:24

## Listplaceringar
- Billboard 200, USA: #45[4]